# Ariobàrzanes de Frígia
Ariobàrzanes (en persa antic: 𐎠𐎼𐎡𐎹𐎠𐎲𐎼𐏀𐎠𐎴 / Ārya-bṛzāna; en grec antic: Ἀριοβαρζάνης) va ser un noble persa nomenat sàtrapa de la Frígia Hel·lespòntica, amb capital a Dascilèon.
Era fill de Farnabazos II segons es pot deduir de Xenofont i de Plutarc. El seu pare va ser enviat a Egipte i va deixar al fill el govern de la satrapia per les seves bones relacions amb personatges d'Esparta (com Antàlcides) i Atenes.
Per raons desconegudes es va revoltar contra el rei Artaxerxes II de Pèrsia cap a l'any 367 aC i va tenir el suport de les ciutats gregues amb Timoteu d'Anaflistos fill de Conó, estrateg atenenc, i fins i tot el rei Agesilau d'Esparta van anar a Dascilios al front d'un contingent de mercenaris, segons diu Diodor de Sicília. També li van fer costat Mausol de Cària, Orontes d'Armènia, i Datames de Capadòcia i va tenir el llunyà suport del faraó Teos d'Egipte. A canvi del suport atenès (8000 mercenaris i 30 vaixells) Ariobàrzanes va donar a Atenes la ciutat de Sestos i la de Critote al Quersonès Traci, que controlaven l'entrada de l'Hel·lespont, i que generalment havia estat aliada d'Atenes. Com a agraïment, Atenes va fer a Ariobàrzanes ciutadà honorari junt amb els seus tres fills. El seu fill Mitridates va ocupar l'any 364 aC Heraclea del Pont, la ciutat grega principal de la zona. Autofradates de Lídia encarregat de combatre la revolta, es va unir a la rebel·lió.
L'hivern de l'any 363 aC els rebels van ser derrotats. Ariobàrzanes, traït pel seu propi fill Mitradates, va ser empresonat a Susa i crucificat. El seu germanastre Artabazos II, fill de Farnabazos II i Apama, net per part de mare del rei Artaxerxes II de Pèrsia, va ser nomenat sàtrapa. La revolta a l'Àsia Menor es va aconseguir acabar finalment cap a l'any 360 aC.